# Futures End
Futures End ist eine US-amerikanische Power- und Progressive-Metal-Band aus Martinez, Kalifornien, die im Jahr 2007 gegründet wurde.

## Geschichte
Die Band wurde im Jahr 2007 von den Gitarristen Christian Wentz und Marc Pattison gegründet. Nach den ersten Demos kam Sänger Fred Marshall (Zero Hour) zur Band. Kurze Zeit später vervollständigten Bassist Steve DiGiorgio und Schlagzeuger Jon Allen (Testament, Sadus) die Besetzung. Im Jahr 2009 veröffentlichte die Band ihr Debütalbum Memoirs of a Broken Man über Nightmare Records. Danach folgten die ersten Auftritte, darunter auch ein Konzert auf dem ProgPower USA.

## Stil
Die Band spielt technisch anspruchsvollen, progressiven Power Metal, wobei Vergleiche mit Bands wie Dream Theater und Queensrÿche gezogen werden.

## Diskografie
- 2009: Memoirs of a Broken Man (Album, Nightmare Records)